# 富士川
富士川（ふじかわ）は、長野県・山梨県及び静岡県を流れる河川。一級水系富士川の本流であり日本三大急流の一つに数えられている。
甲斐と駿河を結ぶ水運としての要路であり、古くから人々の暮らしに密着してきた。

## 地理

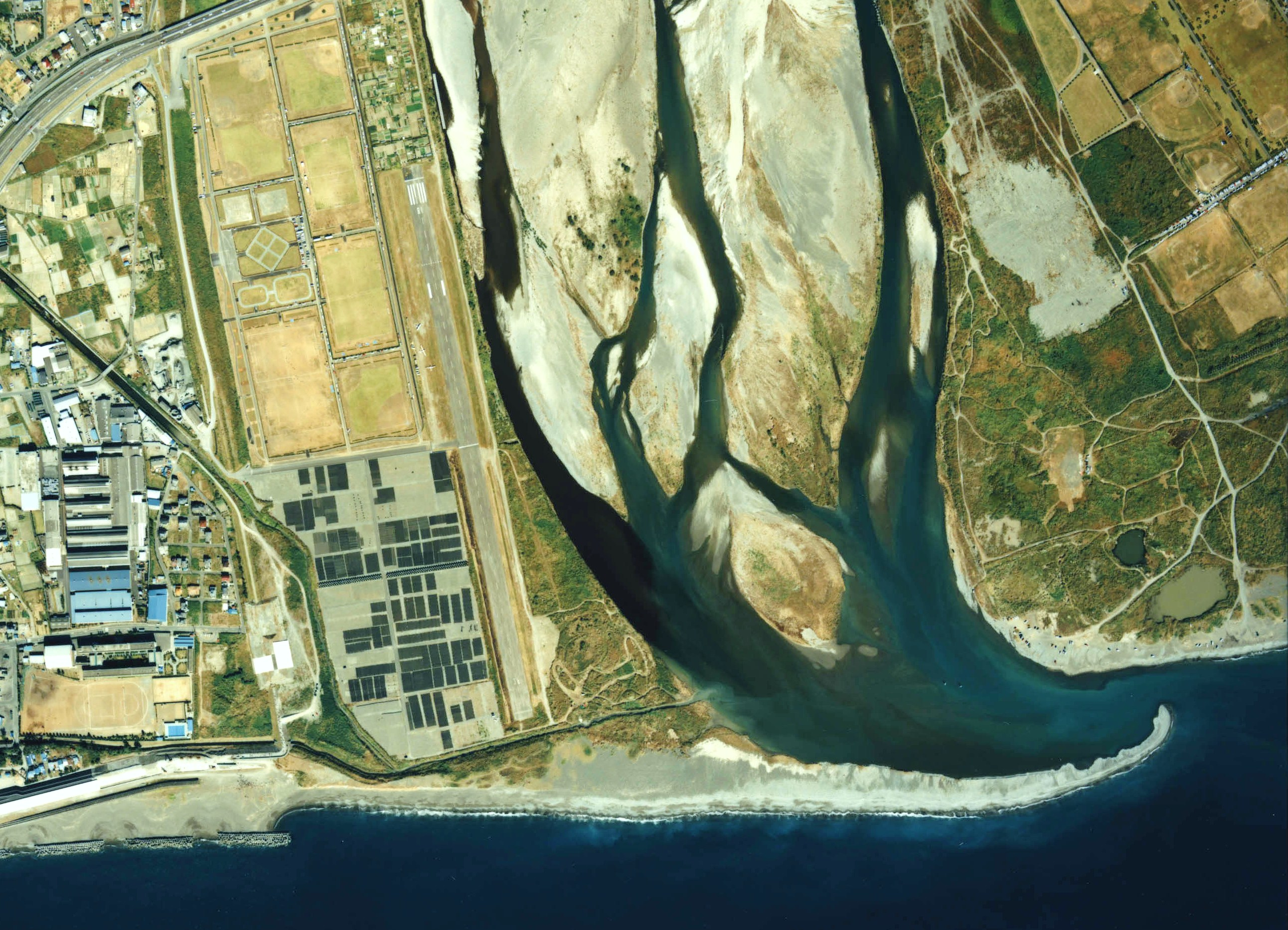
富士川河口付近の空中写真（1988年撮影）

釜無川本谷として、南アルプス北部、山梨県と長野県の県境に位置する鋸岳（のこぎりだけ）に源を発し、長野県富士見町にて八ヶ岳などを源流とする立場川と合流しながら、山梨県北杜市まで長野・山梨両県の県境を成す。北杜市にて山梨県域に入ってから尾白川、塩川、御勅使川などと合流しながら甲府盆地を南流し、西八代郡市川三郷町と南巨摩郡富士川町の町境で笛吹川と合流する。ここまでを釜無川と呼ぶ。
釜無川の名前の由来には諸説あり、上流の「釜無山」にちなむというもの、釜のような深い淵がないことにちなむもの、釜のふちのような堤防がないことにちなむもの、川の水が温かいので釜が必要ないからというもの、巨摩郡を貫流する大河のゆえに「巨摩の兄（こまのせ）川」というもの、「水量が豊富で流れが速いため、釜を洗おうとするとすぐに流されて無くなってしまうから」という伝承に近いものなどが挙げられる。その中でも有力視されているのが、絶え間なく流れる様子を表した「クマナシ（隈無し）」に由来しているというものである。
一般的に釜無川と笛吹川の合流点より下流を富士川と呼び、そのまま富士山の西側を南流する。途中、早川や常葉川、波木井川など、更に下って静岡県に入り稲子川や芝川などの支流を合わせ、富士市の雁堤南で東海道と交差し、富士市と静岡市清水区との境で駿河湾に注ぐ。
富士川の語源については、富士山から流れ出た水が集まって川となる説や藤川の変化だという説がある。

## 呼び方
正式には「ふじかわ」と濁らない発音であり、東海道新幹線富士川橋など橋付近に掲げられている看板には英語表記で「FUJIKAWA」と記載されている。また流域の静岡県、山梨県では「ふじかわ」と呼ばれ、これは静岡における4音の川で、2音目が濁るもの（安倍川、地名の旧芝川町〈現・富士宮市〉など）で共通のルールである。
国語辞書・百科事典での仮名見出し・読み仮名はまちまちで、『大辞林』（三省堂）・『日本大百科全書』（小学館）では「ふじかわ」としている一方、『日本国語大辞典』や『大辞泉』（いずれも小学館）・『集英社国語辞典』（集英社）・『世界大百科事典』（平凡社）では、「ふじがわ」としている。『広辞苑』（岩波書店）は2008年の第六版まで仮名見出しを「ふじがわ」としていたが、2018年の第七版で「ふじかわ」に改めた。なお「ふじかわ」を仮名見出しとする『大辞林』『日本大百科全書』『広辞苑』第七版は、項目中で「ふじがわ」の読みに触れている。
国土交通省サイトで日本全国の一級河川を紹介する「日本の川」では読み仮名を「ふじかわ」としており、URLには「fujikawa」の文字が含まれる。
『NHK日本語発音アクセント新辞典』では富士川の発音を「フジカワ￣」と示している。
流域の山梨県南巨摩郡富士川町および2008年（平成20年）10月31日まで存在した静岡県庵原郡富士川町（現・富士市）は、正式に「ふじかわちょう」と発音する。

## 歴史

### 万葉集に詠まれた富士川
富士川が記録に登場するのは古く、奈良時代に編まれた万葉集第三巻　三一九の富士山を称えた長歌（高橋虫麻呂の作ともいわれる）に、富士川の名がみえる。長歌には、｢富士川と人の渡るも　その山（富士山）の水のたぎちぞ」という一節がある。

### 富士川の戦い

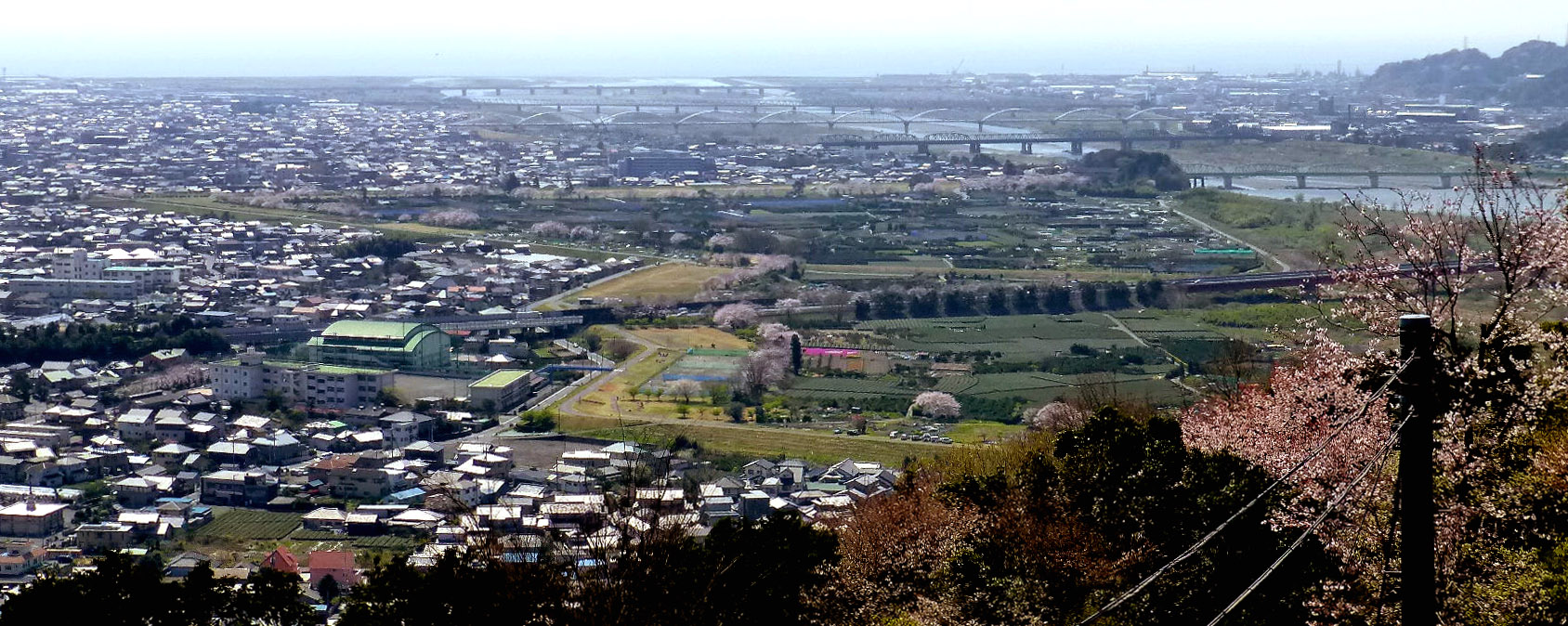
岩本山からみた富士川と雁堤

1180年に源頼朝と平維盛が戦った合戦。治承・寿永の乱と呼ばれる一連の戦役の1つである。
石橋山の戦いで敗れた源頼朝は安房国で再挙し、進軍しながら東国武士がこれに参集して大軍に膨れ上がり鎌倉に入る。頼朝は駿河国で、都から派遣された平維盛率いる追討軍と戦い勝利し、関東での割拠を確立させた。

### 中世の渡船
戦国大名らは富士川の渡船を管理していた。中世には既に渡船の環境が整備されており、例えば駿河国橋上の富士川沿岸には船役所があり、船方衆らが筏役を務めていたことが知られる。また船方衆らは戦時に渡船を行うために動員されており、橋上の森家は今川義元・氏真より「昼夜河舟労功」の奉公から諸役免除を認められている。
また駿河侵攻により武田氏が駿河を領すると、武田家家臣穴山信君が筏役の見返りとして森家の諸役免除を認めている。このように領主らは渡船を重視しており、船方衆らを抱える政策を行っていた。
江戸時代、東海道の大きな川では川越制度が導入されていたが、富士川には渡船が存在した（1858年（安政5年）に船賃を値上げした記録が残る）。

### 水害
江戸時代の始めには、いくつもの支流をつくりながら、富士市の東（現在の田子の浦）の方向へ曲がり、川沿いにあたる富士市は度重なる洪水による災害が多発していた。江戸時代（1674年）に古郡重高・重政・重年の父子三代が50年以上の月日を費やし、富士川の流れそのものを直線となる現在の場所に変えた。水田を富士川の洪水被害から守るため、洪水が多発していた場所に遊水地としての機能も持つ全長2.7kmに及ぶ大規模な堤防『雁堤』を完成させ、『加島五千石』と呼ばれる水田を加島平野（現在のJR富士駅周辺の一帯）に造成した。
現在の富士川は、潤井川などの支流への水量調整や、日本軽金属蒲原製造所が自社水力発電の為に、雁堤よりも上流で水を採水し、そのまま駿河湾へ流しているため昔のような水害はないが、1982年（昭和57年）8月2日の台風10号の影響により、山梨県鰍沢町（現・富士川町）などが氾濫したほか、主要地方道富士川身延線（現・国道469号との重複）の万栄橋と、日本国有鉄道（国鉄）東海道本線の下り線橋脚が流失。死傷者35人・家屋全半壊流出46戸・浸水戸数1,112戸、東海道本線は75日間単線運行となる被害となった。

### 富士川水運

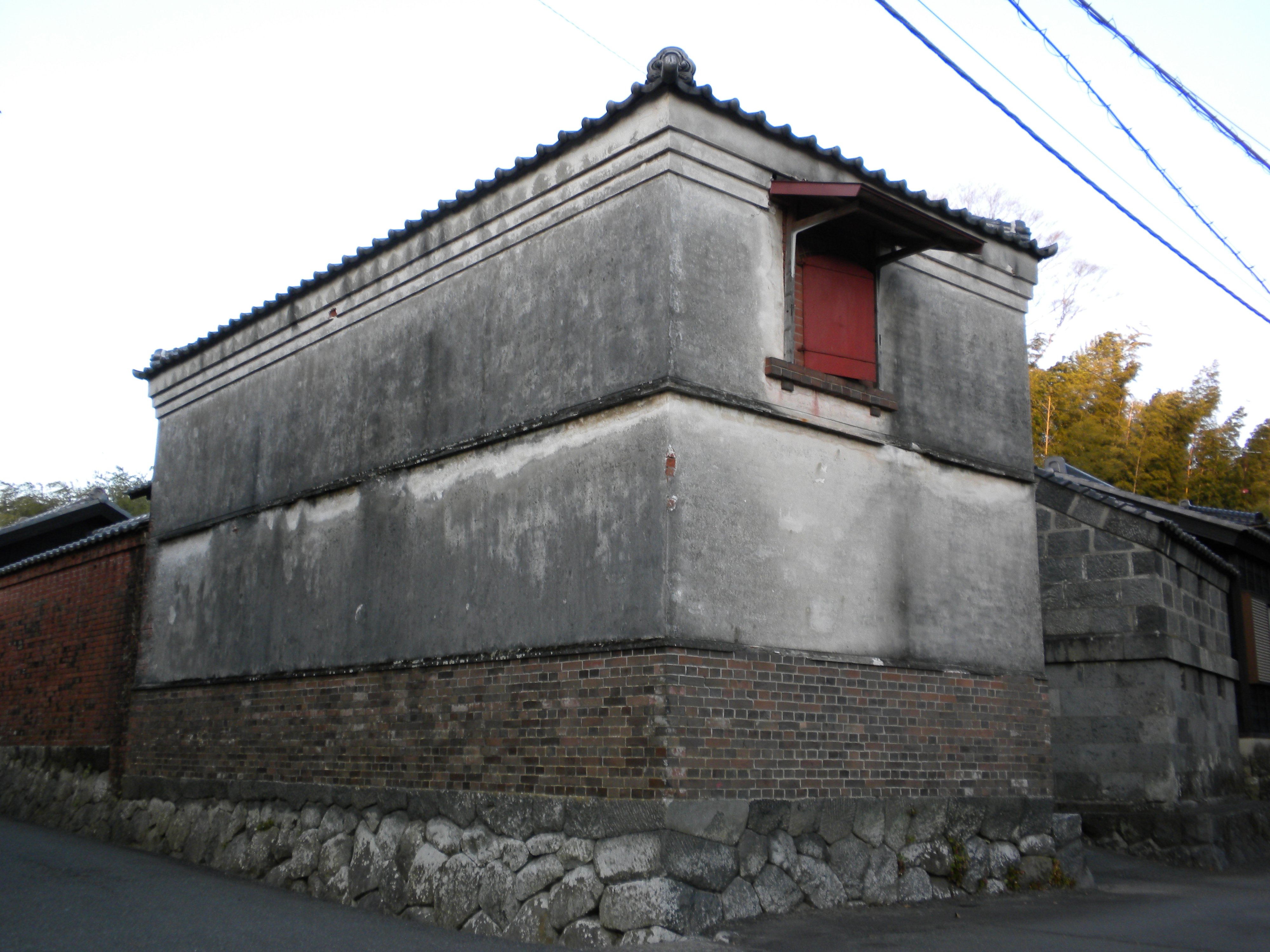
廻船問屋跡（富士宮市沼久保）

富士川は急流で難所も多かったが、内陸の甲斐南部と駿河との交通路として、駿州往還とともに古くから水運が利用された。
江戸時代の1602年に駿河国と甲斐国（現在の富士川町）との間に富士川渡船が開始されたという。江戸期には甲斐が幕府直轄の天領であったため、慶長12年（1607年）の角倉了以らによる開削事業により運行の安全が確保されて、江戸への廻米輸送を中心に水運が発達した。寛永年間には鰍沢河岸
・黒沢河岸・青柳河岸が設置されて山梨・八代・巨摩三郡からの廻米輸送が行われ、後に信濃南部の諏訪・松本からの廻送も行われるようになった。河岸には代官所や米倉が置かれ、沿岸の町や村には多くの船着場があり、現在でもその名残をとどめる屋号などがみられる。
廻送された廻米は駿河国岩渕（現在の静岡県富士市）の河岸で陸揚げされ、カントクと呼ばれる馬力により蒲原へ運ばれそこからさらに清水港へ集められた後大型船で江戸へ廻送された。また、上荷には塩や海産物など内陸の甲斐で産しない商品を中心に輸送が行われ、身延詣の旅人にも利用された。富士川沿いの沼久保地区に残る江戸時代から明治にかけての帳簿が記されている『松井文書』によると、河岸から積み出されるものは半紙やその材料となる三椏の他、煙草など多岐に渡り、到着したものは甲州より運ばれたものであった。またこれらは大宮町などに運ばれていた。
明治時代（1868年）になると廻米輸送が無くなり衰退するが、三河岸の商人による起業で明治7年には富士川運輸会社が設立され、発展した。中央線の敷設により陸上輸送が可能になると再び水運は衰退し、大正11年（1922年）には富士川運輸会社も解散。富士身延鉄道（現在のJR東海身延線）の全通（1928年）とともにその役目を終えた。

### 水質汚染問題（1970年代）
1970年代までは下流域の製紙工場により水質汚染が進んだこと、また、田子の浦で浚渫したヘドロが富士川河川敷で処理されたことから、河川の水質が極めて劣化した。また、富士市のし尿処理場も脱水装置が故障したまま放置され、1970年までの3年間にわたり汚物の一部が毎日1トン以上も河川敷垂れ流しにされていた。深刻な状況であったが、富士市は現場から2-3度にわたり要求された修理のための予算を通していなかった。
1970年代初頭の河口近くの河川敷は産業廃棄物の埋め立て場と化していた。近隣の製紙工場などからはスラッチ（古紙の溶解カス）が運び込まれていたが、スラッチの中から溶解処理しきれなかった古紙幣が発見されたこともあった。

### 水質汚染問題（2010年代）
かつてはアユ釣りが盛んで、2010年ぐらいまでは熊本県の球磨川とともに「尺アユ」（30cmを超える大型のアユ）が釣れる川として全国に知られた。なかでも「富士川鮎釣り大会」は、富士川町制90周年記念として1991年に第一回が開催されて以来、山梨県の観光資源の一つであった。しかし2010年代以降はアユの生息がほぼ確認されていない。また、駿河湾におけるサクラエビ漁業も、1999年には2451トンの水揚げがあったものが2020年には25.8トンと著しく減少した。これらの要因が上流の雨畑ダムの堆砂や汚泥の不法投棄に起因するとする報道が静岡新聞によってなされている。

### アニメの聖地
2015年より漫画の連載が開始し、2018年よりアニメ放映が開始された『ゆるキャン△』の聖地として全国に知られており、2010年代後半より流域の各所でキャンペーンが行われている。
「雨畑ダム」や、「雨畑の吊橋」も、『ゆるキャン△』第7巻に登場した「聖地」とされている。

## 流域の自治体

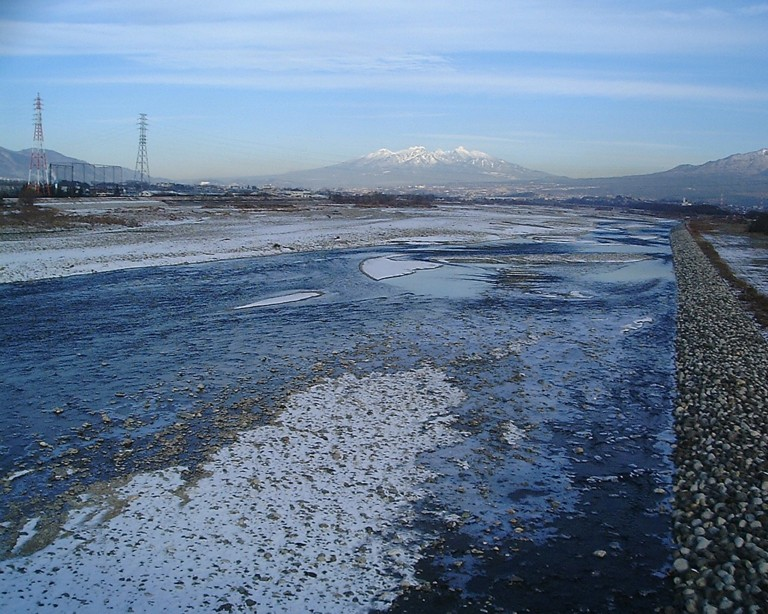
釜無川開国橋上から八ヶ岳を望む

長野県
諏訪郡富士見町、諏訪郡原村、南佐久郡南牧村
山梨県
北杜市、韮崎市、甲斐市、南アルプス市、中巨摩郡昭和町、中央市、西八代郡市川三郷町（ここまでが釜無川）
南巨摩郡富士川町、南巨摩郡身延町、南巨摩郡南部町
静岡県
富士宮市、富士市、静岡市

## 観光

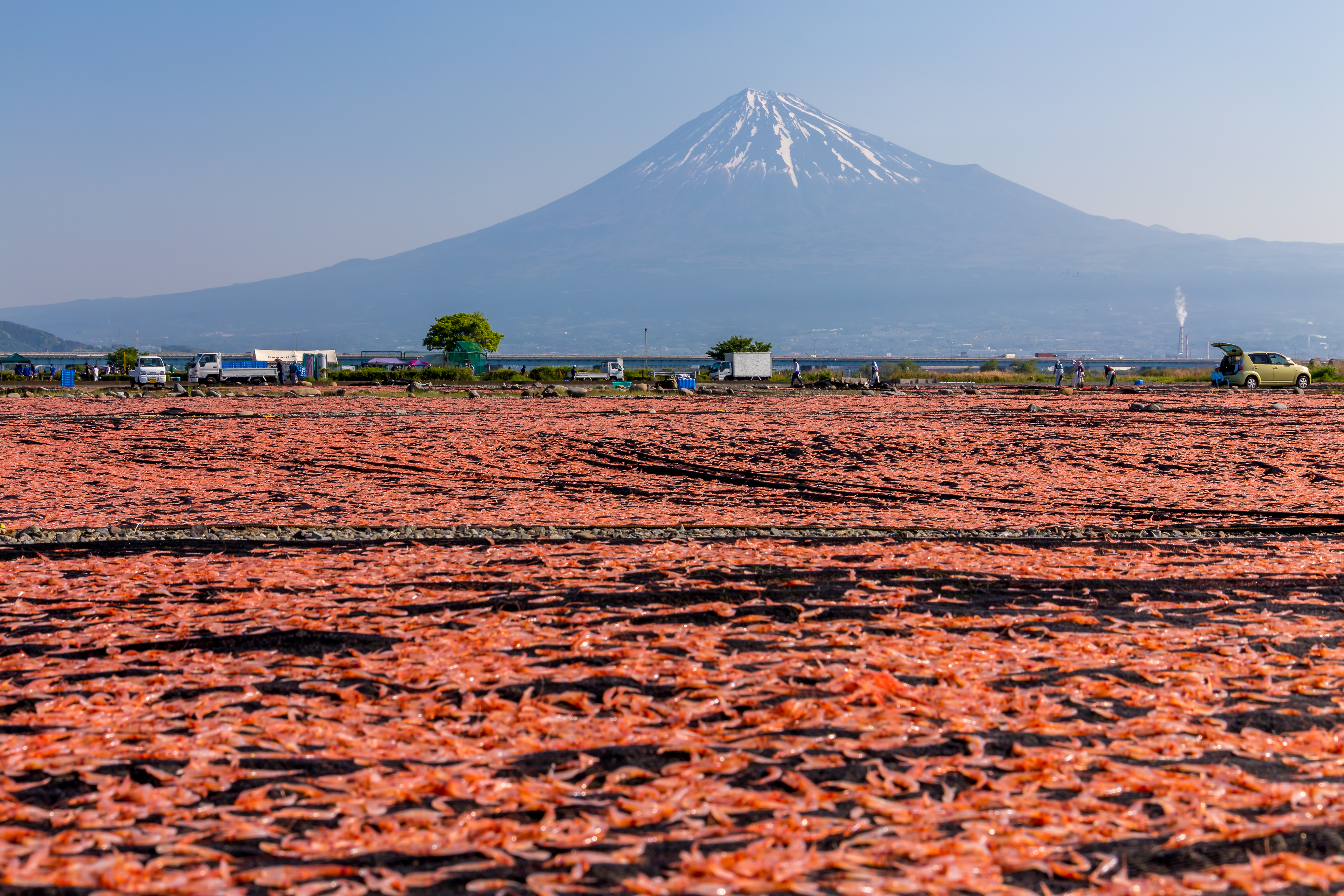
河口付近でのサクラエビの天日干し

身延山久遠寺（身延町）
日蓮宗の総本山（祖山）。国宝などの文化財の他、数多くの宿坊も存在する。桜や紅葉の名所でもある。
釜口峡（富士宮市）
三大急流の富士川で最も川幅が狭まった場所で、激しい濁流により独特な岩肌が作り出され、雄大な渓谷になっている。
富士川楽座（富士市）
東名高速道路 富士川SAと、静岡県道・山梨県道10号富士川身延線上にある道の駅が1つになった施設。

## 支流
括弧内は流域の自治体
- 長野県
  - 程久保川（諏訪郡富士見町）
  - 立場川（諏訪郡富士見町）
  - 武智川（諏訪郡富士見町）
- 山梨県・長野県
  - 甲六川（北杜市、諏訪郡富士見町）※山梨県と長野県の県境
- 山梨県
  - 塩沢川（北杜市）
  - 小深沢川（北杜市）
  - 流川（北杜市）
  - 神宮川（北杜市）
  - 大深沢川（北杜市）
  - 尾白川（北杜市）
  - 大武川（北杜市）- 滝道川、石空川
  - 黒沢川（北杜市）
  - 小武川（北杜市、韮崎市）
  - 塩川（韮崎市、北杜市） - 栃沢川、須玉川、小森川、釜瀬川、本谷川
  - 御勅使川（南アルプス市）
  - 滝沢川（南アルプス市）
  - 笛吹川（山梨市、甲州市、笛吹市、甲府市、中央市、西八代郡市川三郷町） - 芦川、浅利川、七覚川、荒川、濁川、平等川、浅川、金川、日川、重川、兄川、鼓川、琴川、徳和川
  - 戸川（南巨摩郡富士川町）
  - 大柳川（南巨摩郡富士川町）
  - 小柳川（南巨摩郡富士川町）
  - 三沢川（西八代郡市川三郷町、南巨摩郡身延町） - 樋田川
  - 手打沢川（南巨摩郡身延町）
  - 早川（南巨摩郡早川町、身延町） - 曙川、春木川、雨畑川、保川、黒柱河内川、内河内川、湯川、荒川、野呂川（早川上流）
  - 常葉川（南巨摩郡身延町） - 下部川、雨河内川、栃代川、反木川
  - 御持川（南巨摩郡身延町）
  - 波木井川（南巨摩郡身延町） - 相又川、大城川、身延川
  - 船山川（南巨摩郡南部町）
  - 戸栗川（南巨摩郡南部町）
  - 佐野川（南巨摩郡南部町）
  - 福士川（南巨摩郡南部町）
  - 万沢川（南巨摩郡南部町）
- 静岡県
  - 稲子川（富士宮市）
  - 稲瀬川（富士宮市、静岡市清水区） - 内房境川（富士宮市、山梨県南巨摩郡南部町）
  - 芝川（富士宮市） - 大倉川、五斗目木川
  - 星山放水路（富士宮市）※富士川に流入 - 潤井川（富士宮市、富士市） - 神田川、弓沢川
  - 有無瀬川（富士市）
  - 中河原川（富士市）
  - 血流川（富士市）
  - 吉津川（富士市）
  - 小池川（静岡市清水区）

## 並行する交通

### 鉄道
- 中央本線 - JR東日本
- 身延線 - JR東海

### 道路
- 中央自動車道
- 中部横断自動車道
- 国道20号
- 国道52号

## 交差する交通

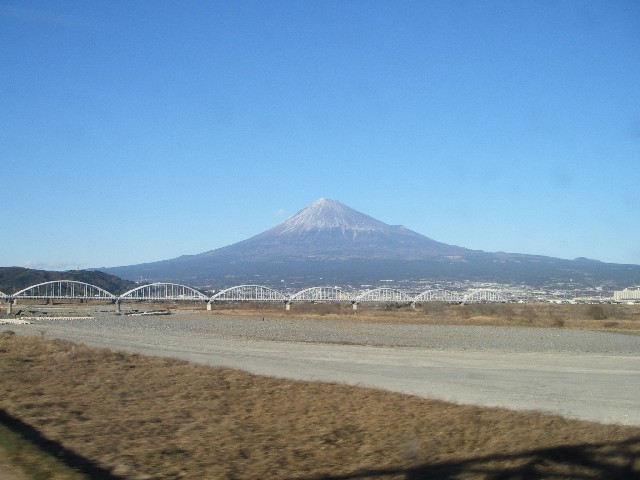
東海道新幹線車内より上流方向

### 鉄道
- 東海道新幹線 - JR東海
- 東海道本線 - JR東海

### 道路
- 東名高速道路
- 新東名高速道路
- 国道1号
- 国道20号

## 富士川における境界

### 商用電源周波数
静岡県では、商用電源周波数が富士川を境に東側は50Hz（東京電力パワーグリッド）、西側は60Hz（中部電力パワーグリッド）となり、周波数が異なる。また、かつては静岡県を3分割あるいは4分割する際には東部と中部を富士川を境にして分割していた。なお、交流電源を使用する東海道新幹線がこの川を横断するが、この川以東も周波数は60Hzで統一されている。

### 植物分布
植物分布についても富士川を境に東西で違いが見られる（基本的に富士川以西にみられるレンリソウなど）。